# Университет Бамако
Университет Бамако (фр.Université de Bamako) — государственный университет в Бамако, столице Мали.

## История
Университет был открыт в 1996 году, объединив девять кампусов по всему Бамако, институт был создан в соответствии с законом 93-060 от сентября 1993, однако начал свою деятельность только в ноябре 1996 года. Главным исполнительным директором стал профессор Жинетт Б. Сиби, по состоянию на 2000 год во всех девяти кампусах насчитывалось 19 714 студентов и 538 преподавателей, к 2007 году уже было более 60 000 студентов и около 600 преподавателей.

## Основные Факультеты
По состоянию на 2007 год университет разделён на пять факультетов и два института: научно-технический факультет, медицинский факультет, факультет гуманитарных наук, искусств и социальных наук, факультет права и Государственной службы, факультет экономики и управления. Институт управления и высшего профессионального образования и прикладных научных исследований.

## Взаимодействия с иностранными университетами
Университет развивает образовательную сеть с зарубежными университетами, особенно во франкоязычных странах. Одним из примеров является его сотрудничество с Парижским университетом в рамках проекта «Открытый университет пяти континентов» в 2005 году.

## Компьютерная сеть
У университета Бамако есть современная компьютерная сеть, с доменным именем единой системы обмены сообщениями — um.edu.ml